# Salterio pahlaví
El Salterio pahlaví es el nombre dado a una sección no contigua de 12 páginas de una traducción al persa medio de una versión siríaca del Libro de los Salmos.
Fue descubierto en 1905 por la segunda expedición alemana de Turfán al mando de Albert von Le Coq  junto con una gran cantidad de otros manuscritos cristianos fragmentarios en las ruinas de la biblioteca de Shui-pang en Bulayiq (cerca de Turfán, actual Xinjiang, China). Los documentos fueron enviados a Berlín para su análisis, donde aún permanecen los fragmentos.
El Salterio pelvi es el ejemplo más antiguo que se conserva de la literatura pelvi, es decir, la literatura compuesta utilizando la escritura pelvi. Los fragmentos sobrevivientes datarían del siglo VI o VII d. C. La traducción en sí data de no antes de mediados del siglo VI, ya que refleja las adiciones litúrgicas al original siríaco de Mar Aba I, Patriarca de la Iglesia de Oriente desde aproximadamente el año 540 al 552.
La escritura del salterio, como la de todos los demás ejemplos de la literatura pelvi, es una escritura derivada del arameo. Sin embargo, a diferencia de la escritura pelvi cursiva, que es una forma posterior pero más común de este alifato y tiene 12 o 13 grafemas, la escritura de los salmos tiene 5 símbolos más. Debido a que la variante de la escritura pelvi utilizada en el salterio fue durante casi un siglo la única evidencia de esa variante específica, le dio nombre a la escritura pelvi salterial. Sin embargo, más recientemente apareció  en Herat (hoy Afganistán) otra muestra en las inscripciones de una cruz procesional de bronce. Debido a la escasez de material comparable, algunas palabras y frases en ambas fuentes permanecen sin descifrar.